# Teka
Teka was een Spaanse professionele wielerploeg, actief van 1976 tot 1990. Sponsor van de ploeg was het Spaanse merk van huishoudelektro Teka. De ploeg werd geleid door Santiago Revuelta.
Met de overwinning van Marino Lejarreta in de Ronde van Spanje 1982 haalde de ploeg zijn grootste overwinning. Alfonso Gutiérrez in 1987 en Malcolm Elliott in 1989 tekenden voor het puntenklassement in dezelfde ronde. Eerder werd het bergklassement door de ploeg gewonnen, door Pedro Torres in 1977 (toen de ploeg ook het ploegenklassement won) en Andrés Oliva in 1978. De ploeg won een tweede maal het ploegenklassement in 1984. In totaal zou de ploeg alle seizoenen van zijn bestaan, 15 maal, deelnemen.
De ploeg startte ook 10 maal in de Ronde van Frankrijk.
Marino Lejarreta reed bij twee van zijn drie overwinningen in de Clásica San Sebastián voor de ploeg. Noël Dejonckheere won driemaal de Trofeo Luis Puig in een shirt van Teka.

## Bekende wielrenners
- Marino Alonso
- Jesús Blanco Villar
- Eduardo Chozas
- Noël Dejonckheere
- Reimund Dietzen
- Federico Echave
- Malcolm Elliott
- Alberto Fernández Blanco
- Alfonso Gutiérrez
- Marino Lejarreta
- Miguel María Lasa
- Andrés Oliva
- Domingo Perurena
- José Pesarrodona
- Agustín Tamames
- Klaus-Peter Thaler
- Bernard Thévenet
- Pedro Torres